# Ferdinand-Raimund-Ring
Der Raimund-Ring ist ein nach Ferdinand Raimund benannter österreichischer Theaterpreis.

## Preisträger des Bundesministeriums für Unterricht und Kunst
Von 1980 bis 1989 wurde der Raimund-Ring vom Bundesministerium für Unterricht und Kunst für außergewöhnliche Leistungen um das Werk Ferdinand Raimunds vergeben.
- 1980 Hermann Thimig
- 1981 Käthe Gold
- 1982 Leopold Lindtberg
- 1983 Josef Meinrad
- 1984 Inge Konradi
- 1985 Attila Hörbiger
- 1986 Richard Eybner
- 1987 Paula Wessely
- 1988 Rudolf Steinböck
- 1989 Hans Holt

## Preisträger der Gemeinden Gutenstein und Pottenstein
Seit 1990 wird der Preis als Ferdinand-Raimund-Ring auf Anregung der Raimundgesellschaft alternierend im 2-Jahres-Rhythmus von den Gemeinden Gutenstein und Pottenstein für außerordentliche schauspielerische Leistungen auf dem Gebiet des Altwiener Volkstheaters an, von der Raimundgesellschaft vorgeschlagene, verdiente Persönlichkeiten verliehen.
- 1990 Erich Auer (Pottenstein), Laudatio: Franz Stoß
- 1992 Franz Stoß
- 1993 Peter Janisch
- 1995 Ernst Wolfram Marboe (Gutenstein)
- 1997 Otto Schenk (Pottenstein)
- 1999 Erwin Pröll (Gutenstein)
- 2001 Peter Wolsdorff (Pottenstein)
- 2003 Christian Futterknecht (Gutenstein), für seine subtile Darstellung von Raimund-Rollen in Gutenstein und bei den Salzburger Festspielen, Laudatio: Ernst Wolfram Marboe
- 2005 Adi Reuscher (Pottenstein)
- 2007 Christiane Hörbiger (Gutenstein)
- 2008 Fritz Muliar (Pottenstein), Laudatio: Elfriede Ott[3]
- 2011 André Heller (Gutenstein), für phantasievolle barocke Inszenierungen im Sinne und auf den Spuren Ferdinand Raimunds, Laudatio: Hermann Beil[2]
- 2013 Ulli Fessl (Pottenstein)
- 2015 Cornelius Obonya (Gutenstein)
- 2017 Michael Schottenberg (Pottenstein)[4]
- 2019 Andrea Eckert (Gutenstein)[5]